# Tawrijśke (hromada Jakymiwka)
Tawrijśke (ukr. Таврійське, przed 2016 Czerwonoarmijśke, ukr. Червоноармійське) – wieś na Ukrainie, w obwodzie zaporoskim, w rejonie melitopolskim. W 2001 liczyła 1195 mieszkańców, wśród których 295 wskazało jako ojczysty język ukraiński, 893 rosyjski, 2 mołdawski, 2 białoruski, 2 gagauski, a 1 inny.